# 阿塞拜疆的葡萄酒
阿塞拜疆的葡萄酒产自阿塞拜疆境内的多个地区。在20世纪共产党统治之前，阿塞拜疆曾拥有繁荣的葡萄酒产业，历史可追溯到公元前二千年。阿塞拜疆悠久的葡萄酒生产历史在加拉巴格拉尔库尔特佩和加拉吉格人类定居点的考古挖掘中获得重新确认。考古学家在这些遗迹中发现了石质的发酵器和储存容器，此外还发掘出能追溯至公元前二千年的残留物和葡萄籽。
根据希罗多德的说法，古希腊人至少在公元前7世纪就已经很熟悉该地区生产的葡萄酒。斯特拉波在公元前1世纪评论了一种被称为“阿尔巴尼亚”（Albania）的阿塞拜疆葡萄酒。阿拉伯历史学家和地理学家们，尤其是阿布菲达、马苏第、伊本·霍卡、穆卡达斯，均描述了在占贾和巴尔达周围广泛种植的葡萄园，这些葡萄园在伊斯兰教征服该地区之后仍然保留了下来。
自从苏联解体和阿塞拜疆独立以来，当地民众一直在努力尝试恢复葡萄酒业生产并使之现代化。現今，在高加索山麓以及库拉河经流的库尔-阿拉兹低地上广泛分布着葡萄园。在21世纪，占贾、纳戈尔诺-卡拉巴赫和纳希切万自治共和国已经成为该地区的葡萄酒生产中心。当地用于生产葡萄酒的葡萄品种包括有黑皮诺、白羽、白皮诺、阿利戈特、马特拉萨、波达罗克·马格拉查、佩尔维内茨·马格拉查、兰尼·马格拉查、多依娜、维奥莉卡、基什米什·摩尔达夫斯基。阿塞拜疆本地的葡萄品种有白沙尼、德尔本迪、尼尔、巴扬夏、伽马什拉、粉红甘加、本迪、马德拉萨、黑沙尼、阿尔纳-格尔纳、泽伊纳比、米斯加利、钦多格尼、阿格达姆·凯奇姆泽伊、特布里齐和马兰迪。

## 历史
在阿塞拜疆汉拉尔区的考古遗迹点，考古学家发现了可追溯到公元前二千年的酿酒罐遗物。希腊历史学家斯特拉波曾到过阿塞拜疆北部（当时的高加索阿尔巴尼亚王国），他的书中描述了当地葡萄非常高产以至于无法全部采收。其他资料，如7-11世纪的史诗《科尔库特之书》也描述了当地丰富的酿酒文化。然而，古代和中世纪生产的葡萄酒与现代葡萄酒不可相提并论。古葡萄酒呈蜂蜜状，稠而甜，饮用者须用水稀释。在距离巴库以西两小时车程的沙马基，1990年，考古队伍在当地发掘了一个古陶罐，里面盛有糖浆状的芳香葡萄浓浆。
位于阿塞拜疆西北部的托武兹是以酿酒文明而闻名于世。考古学家在这一地区发掘了大量古代储存葡萄酒的容器、石器和用于酿酒的酒石酸遗迹。诸如荷马、希罗多德、科卢梅拉、伊本·霍卡尔、马苏迪等历史学家和旅行家，对当地酿酒业有所阐述评论；10世纪的阿拉伯地理学家穆卡达西也在他的著作中指出，纳希切万的甜酒是世上独一无二的。该地区从1820-1830年代发展成为葡萄酒生产中心，吸引了许多外国投资者。19世纪初，德国移民迁至该地区，丰富了当地酿酒文化。俄国沙皇亚历山大一世曾命令符腾堡的德国移民在1817-1818年左右定居阿塞拜疆，并大量投资该地酿酒行业，从而大大提高了阿塞拜疆地区的葡萄酒和白兰地生产潜力。著名的德国家族企业，如位于海伦多夫的沃勒兄弟（Vohrer Brothers）和胡梅尔家族（Hummel family）也将葡萄酒的现代生产工业技艺带到阿塞拜疆，使其具备与欧洲葡萄酒竞争的能力。

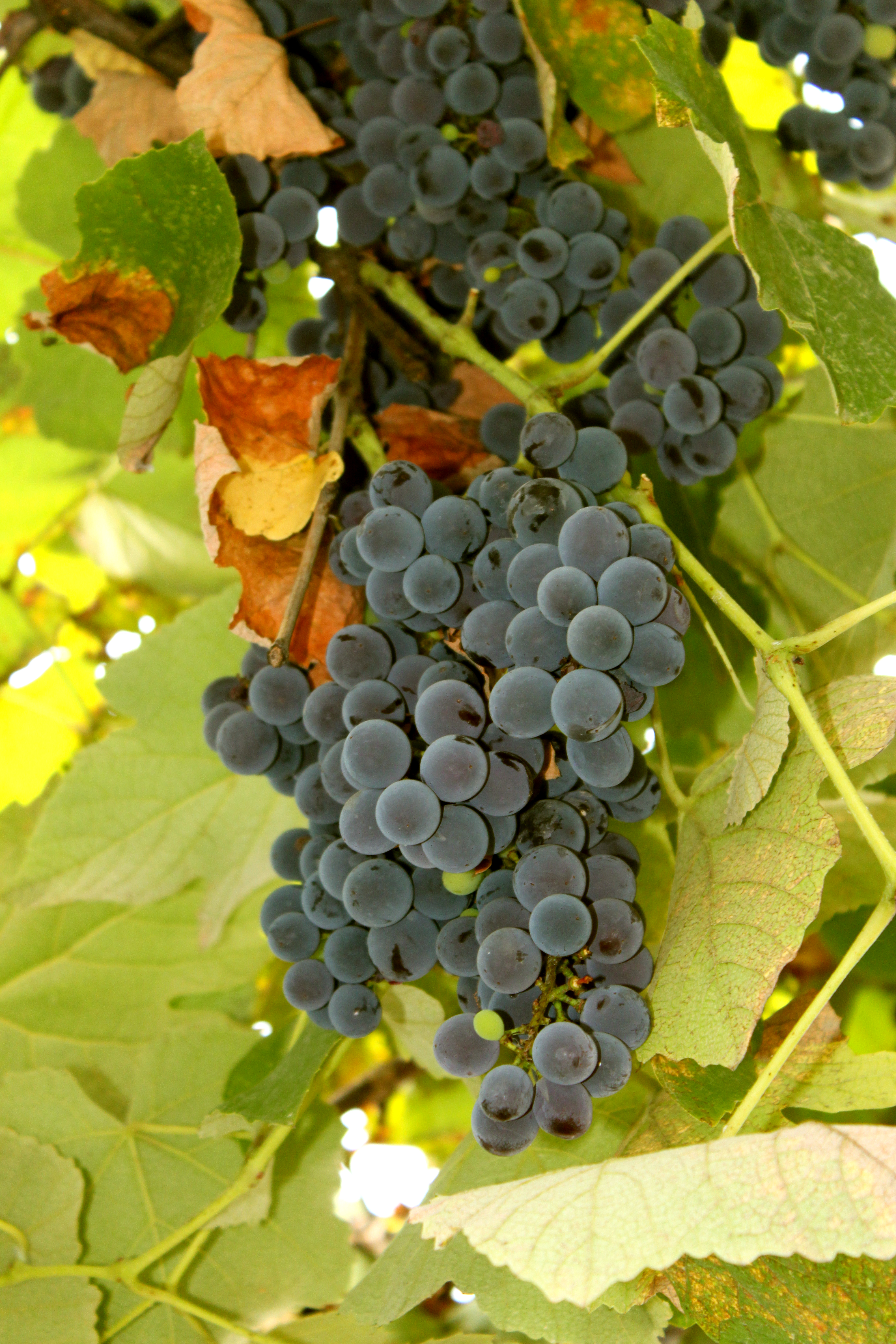
黑皮诺已在阿塞拜疆各地广泛用于酿酒

### 现代
阿塞拜疆的酿酒业目前集中在占贾-哈萨克经济区，该葡萄产区占据全国耕地面积的7%，并以生产17种酿酒葡萄和16种食用葡萄品种而闻名，其中最常见的品种是黑皮诺。阿塞拜疆是里海地区的主要葡萄酒生产国之一。20世纪70年代，苏联当局在当地大力发展葡萄酿酒业，他们更倾向于增加葡萄酒产量而不是发展粮食工业。根据部长内阁的特别法令，当地为酿酒行业分配了更多资金，为葡萄园扩建了7-8万公顷的土地。最初的计划是在1990年之前生产多达300万吨/年的葡萄。由于生产力提高，到1982年，阿塞拜疆的葡萄产量已接近210万吨。葡萄酒行业每年创造了约1亿卢布的产值。苏联统治时期，阿塞拜疆生产的大部分葡萄酒都卖到俄罗斯、白俄罗斯和波罗的海国家；然而，在20世纪80年代，由于戈尔巴乔夫的禁酒运动，葡萄酒出口开始放缓。
目前阿塞拜疆全国范围内有近10家酒庄和葡萄园在生产葡萄酒。其中最大的制造商是2006年创建的维纳格罗，它的前身是1860年由德国移民在占贾附近建立的戈伊戈尔葡萄酒厂。由于葡萄酒品质优良，阿塞拜疆葡萄酒的出口正在稳步增长。目前，大部分产品都是针对俄罗斯和欧洲市场，此外该国也拓宽了一些新兴市场（例如中国）。由于需求量激增，阿塞拜疆的沙姆基地区建立了超过100公顷的新葡萄种植园。自1991年阿塞拜疆独立以来，阿塞拜疆的葡萄酒在国际比赛中赢得了27项大奖。在过去几年里，阿塞拜疆一直在增加其葡萄酒产量。
2012年，阿塞拜疆总统伊尔哈姆·阿利耶夫批准了《2012-2020年国家葡萄种植发展计划》法令。该计划旨在促进增加葡萄种植、发展酿酒业，并提高葡萄酒出口比例。在葡萄种植区的面积在呈逐年增加的基础上，全国葡萄园的面积将达到5万公顷。其中除30%的葡萄被用来食用，剩余将用于生产各种品牌葡萄酒。在阿塞拜疆，该领域的专家与国际葡萄与葡萄酒组织、国家葡萄和葡萄酒研究所、泰罗夫葡萄酒酿造和葡萄酒种植研究所、敖德萨葡萄酒周（Odesa Wine Week）以及其他组织保持长期合作。

## 气候和地理

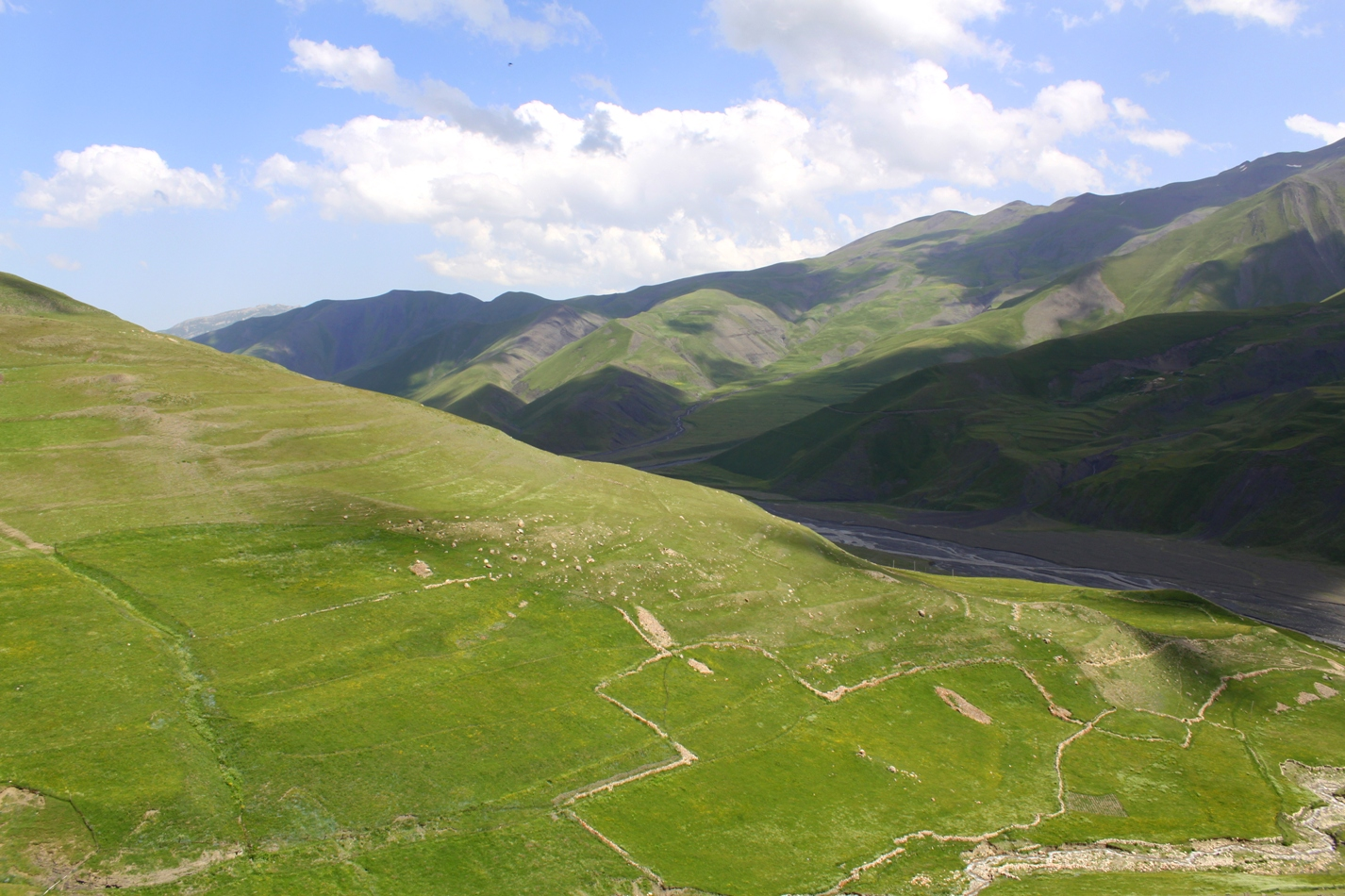
阿塞拜疆地貌塑造了该国丰富的宏微观气候多样性。

阿塞拜疆西部与北部多山、东部靠近里海的地理特点，塑造了该国丰富的宏微观气候多样性。虽然其通常被定为大陆性气候，但阿塞拜疆的葡萄酒产区种类丰富，包括有湿润温暖的生长季节与干燥的冬天、非常凉爽的生长季节与多雨潮湿的收获季节，还有近10%的阿塞拜疆葡萄园需要在冬季采取特殊的保护措施。近一半的阿塞拜疆葡萄园需要利用特定的灌溉形式以应对夏天周期性的干旱。
大多数阿塞拜疆葡萄酒产区的年平均气温在10.5-15.5℃（51-60°F）。以温克勒指数（热量单位）为标准，阿塞拜疆葡萄酒产区主要分布于三、四、五区，日度差从3000-4600不等；年降雨量为250-600mm。

## 葡萄酒品种

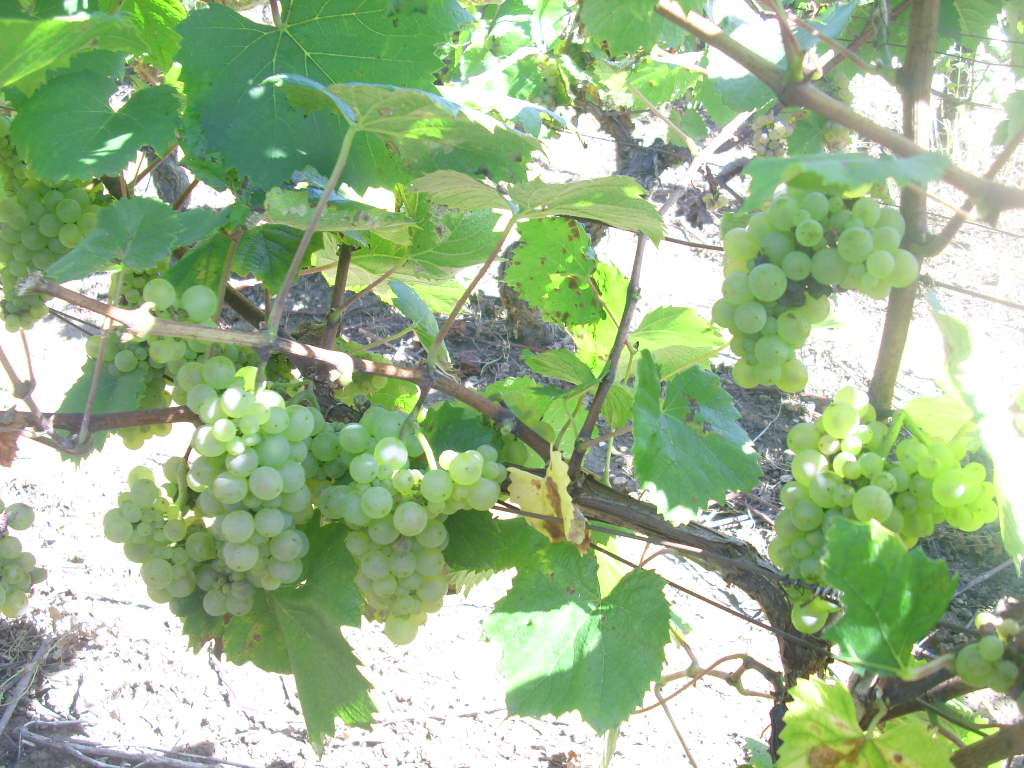
阿塞拜疆的阿里格特种植量保持逐年增长

在阿塞拜疆，用葡萄酿造的葡萄酒被称为“‎”（意译“葡萄酒”）；而用其他水果包括苹果、石榴和桑葚酿造的酒被称为“‎”（意译“果酒”）。其他种类的酒被称为“‎”。根据历史学家的说法，在阿塞拜疆发现的野生葡萄品种达450多种，这些葡萄在当地历史上一直被用于酿酒。历史上的葡萄酒品牌有雷哈尼（Reyhani）、朱姆胡里（Jumhuri）、米什米什（Mishmish）、瓦拉尼（Valani）、阿拉斯屯（Arastun）、汉迪贡（Handigun）和萨尔马维（Salmavey）。当今品牌名称有吉兹加拉西（Giz Galasi，少女塔）、耶迪·戈扎尔（Yeddi Gozal）、加拉·吉拉（Gara Gila）、纳兹纳兹（Naznazi）等使用马德拉萨（一种粉红色葡萄）制成，这种葡萄为阿塞拜疆独有（仅生长于沙马基区的马德拉萨村），因此具备独特的当地风味。卡齐特利也是一种独特的阿塞拜疆葡萄品种，其主要生长于该国西北部。

## 经济影响
在阿塞拜疆，葡萄酒被认为是第二大最受欢迎的酒精饮料，根据世界卫生组织的报告，37%的当地饮酒者喜欢喝葡萄酒。在阿塞拜疆销售的葡萄酒有本地生产的，也有进口的。近年来，阿塞拜疆葡萄酒的产量逐年增长，即超过100千升，其中约三分之一用于出口。
| 2013  | 2014   | 2015   | 2016  | 2017   | 2018   | 2019  |
| ----- | ------ | ------ | ----- | ------ | ------ | ----- |
| 83.55 | 100.31 | 103.50 | 104.9 | 113.05 | 157.43 | 87.73 |

2017年，俄罗斯是阿塞拜疆葡萄酒的主要出口目的地，占总量的90%。其他主要出口国有中国、吉尔吉斯斯坦和比利时。
| 年                                            | 产量 （单位：千升） | 总价 （单位：千美元） |
| --------------------------------------------- | ------------------- | --------------------- |
| 2010                                          | 22.39               | 4034                  |
| 2011                                          | 33.84               | 5963.3                |
| 2012                                          | 38.94               | 7135.4                |
| 2013                                          | 40.94               | 6895.1                |
| 2014                                          | 33.7                | 6137.9                |
| 2015                                          | 19.45               | 3794.7                |
| 2016                                          | 18.95               | 3585.3                |
| 2017                                          | 37.5                | 6008.6                |
| 2018                                          | 65.76               | 7,721.7               |
| 2019                                          | 53.23               | 7,339.9               |
| 资料来自阿塞拜疆统计局 （页面存档备份，存于） |                     |                       |

## 相关
- 阿塞拜疆的啤酒（英语：Beer in Azerbaijan）
- 阿塞拜疆饮食
- 酿酒